# 13.ª Divisão Panzer (Alemanha)

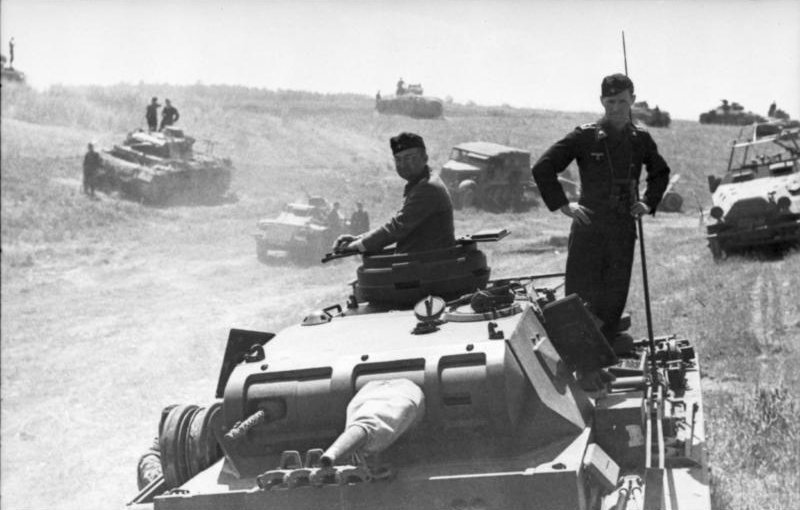
Homens e blindados da 13ª Divisão Panzer alemã.

A 13ª Divisão Panzer (em alemão: 13. Panzer-Division) foi uma unidade militar blindada da Alemanha que esteve em serviço durante a Segunda Guerra Mundial.

## Comandantes
| Comandante                                              | Data                                                     |
| ------------------------------------------------------- | -------------------------------------------------------- |
| Generalmajor Friedrich-Wilhelm von Rotkirch und Panthen | 11 de outubro de 1940 - 13 de junho de 1941              |
| Generalmajor Walther Düvert                             | 14 de junho de 1941 - 27 de julho de 1941 m.d.F.b.       |
| Generalmajor Walther Düvert                             | 28 de julho de 1941 - 30 de novembro de 1941             |
| Oberst Traugott Herr                                    | 1 de dezembro de 1941 - 31 de março de 1942 m.d.F.b.     |
| Generalmajor Traugott Herr                              | 1 de abril de 1941 - 25 de setembro de 1942              |
| Oberst Wilhelm Crisolli                                 | 25 de setembro de 1942 - ?? de outubro de 1942 m.d.F.b.  |
| Oberst Dr. Ernst Kühn                                   | ?? de outubro de 1942 - 30 de outubro de 1942 m.d.F.b.   |
| Generalmajor Hellmut von der Chevallerie                | 1 de novembro de 1942 - 30 de novembro de 1942           |
| Oberst Wilhelm Crisolli                                 | 1 de dezembro de 1942 - 21 de fevereiro de 1943 m.d.F.b. |
| Generalleutnant Hellmut von der Chevallerie             | 22 de fevereiro de 1943 - 31 de agosto de 1943           |
| Oberst Eduard Hauser                                    | 1 de setembro de 1943 - 30 de novembro de 1943 m.d.F.b.  |
| Generalmajor Eduard Hauser                              | 1 de dezembro de 1943 - 23 de dezembro de 1943           |
| Oberst Hans Mikosch                                     | 23 de dezembro de 1943 - 31 de dezembro de 1943 m.d.F.b. |
| Generalmajor Hans Mikosch                               | 1 de janeiro de 1944 - 30 de abril de 1944               |
| Oberst Friedrich von Hake                               | 1 de maio de 1944 - 25 de maio de 1944 m.d.F.b.          |
| Generalleutnant Hans Tröger                             | 25 de maio de 1944 - 9 de setembro de 1944               |
| Oberst Gerhard Schmidhuber                              | 9 de setembro de 1944 - 30 de setembro de 1944 m.d.F.b.  |
| Generalmajor Gerhard Schmidhuber                        | 1 de outubro de 1944 - 11 de fevereiro de 1945           |

## Área de operações
| Romênia                    | outubro de 1940 - de maio de 1941      |
| Alemanha                   | maio de 1941 - junho de 1941           |
| Frente Oriental, setor sul | junho de 1941 - de setembro de 1944    |
| Alemanha                   | setembro de 1944 - de outubro de 1944  |
| Hungria                    | outubro de 1944 - de fevereiro de 1945 |